# Filter (elektronica)
In de elektronica is een filter een elektrische schakeling die een gedeelte van het frequentiespectrum van een signaal verzwakt en/of de fase verandert. Een filter kan worden gebruikt om een ongewenst frequentiegebied totaal uit een signaal te verwijderen, zoals ter voorkoming van aliasing, of om een bepaald frequentiegebied licht te verzwakken, zoals de toonregeling op een geluidsversterker. Aangezien een filter altijd informatie verwijdert uit een signaal kan het alleen een bepaald frequentiegebied verzwakken. Een uitzondering hierop is het compleet doorlaatfilter dat niets verzwakt maar alleen de fase van een signaal verandert.

## Analoog filter

RC-serieschakeling

Een analoog filter is meestal opgebouwd uit weerstanden, spoelen en/of condensatoren. De combinatie van deze componenten bepaalt het gedrag van het filter. Zo geldt bij een RC-serieschakeling (weerstand {\displaystyle R}, condensator {\displaystyle C}) en een sinusvormig ingangssignaal met hoekfrequentie {\displaystyle \omega } voor de verhouding van het ingangssigaal {\displaystyle V_{\text{in}}} en het uitgangssigaal {\displaystyle V_{\text{uit}}=V_{C}} over de condensator in complexe wisselstroomrekening:
{\displaystyle H={\frac {V_{\text{uit}}}{V_{\text{in}}}}={\frac {Z_{C}}{R+Z_{C}}}={\frac {\frac {1}{j\omega C}}{R+{\frac {1}{j\omega C}}}}={\frac {1}{1+j\omega RC}}}
Daarin is {\displaystyle Z_{C}} de impedantie van de condensator.
Met toenemende frequentie wordt de impedantie van de condensator steeds kleiner, waardoor een steeds kleiner deel van het signaal over de condensator zal komen te staan. De serieschakeling is zo dus een laagdoorlaatfilter. Wordt het signaal over de weerstand afgenomen, dan zal de bovengenoemde schakeling als een hoogdoorlaatfilter fungeren.

## Digitaal filter
Digitale filters maken gebruik van wiskundige formules (algoritmes) en werken alleen op een digitaal signaal. Een eenvoudig voorbeeld is om het signaal te differentiëren. Hierbij wordt per sample het verschil met de volgende sample berekend. Hoge frequenties worden hierbij meer versterkt dan lage. Door in plaats van het verschil het gemiddelde te nemen van twee opeenvolgende samples, worden juist de hoge frequenties verzwakt.
Als in het z-domein naar een digitaal filter gekeken wordt, ziet de overdracht er als volgt uit:
{\displaystyle H(z)={\frac {B(z)}{A(z)}}={\frac {b_{0}+b_{1}z^{-1}+b_{2}z^{-2}+\ldots +b_{N}z^{-N}}{1+a_{1}z^{-1}+a_{2}z^{-2}+\ldots +a_{M}z^{-M}}}}
Hierin is {\displaystyle M} de orde van het oneindige impulsresponsie-filter (infinite impulse response, IIR). Als de noemer 1 is, vindt er geen terugkoppeling plaats en is het een eindige impulsresponsie-filter (finite impulse response, FIR).

## Filtertypen
Er bestaat een aantal filtertypen.

### Laag- en hoogdoorlaatfilter

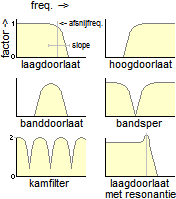
De frequentierespons van de verschillende filtertypen. Op de x-as staat de frequentie en op de y-as de factor waarmee het deel van het spectrum van het bronsignaal vermenigvuldigd moet worden. Het gele gebied is het deel van het signaal dat doorgelaten wordt.

- Een laagdoorlaatfilter (low pass, LP of LPF) laat alleen het lage deel van het spectrum door. Op een synthesizer is dit het meest gebruikte filter.
- Een hoogdoorlaatfilter (high pass, HP of HPF) laat alleen het hoge deel van het spectrum door.

Kenmerken van deze typen zijn:
- De afsnijfrequentie (cutoff frequency), ook wel kantelfrequentie (corner frequency), bepaalt vanaf welke frequentie de filter de rest van het spectrum afkapt/doorlaat. In het geval van een laagdoorlaatfilter wordt het deel van het spectrum dat verwijderd wordt kleiner naarmate de frequentie hoger wordt. Bij laag- en hoogdoorlaatfilters markeert deze frequentie het punt waar 3 dB verzwakking optreedt. Dit punt is het 3 dB-punt. Bij FIR filters geeft de afsnijfrequentie het 6 dB-punt aan.
- De filter kapt niet resoluut een deel van het spectrum af, maar er is een overgangsgebied. Het is gebruikelijk dat vanaf de afsnijfrequentie de amplitudefactor halveert per frequentieverdubbeling of -halvering (octaaf). Bij audio wordt dit aangeduid met 6 dB per octaaf. Door meerdere filters serieel te verbinden wordt dit overgangsgebied (slope) steiler. Op deze manier kan een steilheid van 12, 18 of 24 dB per octaaf bereikt worden.
- De verzwakking/versterking van de filter rond de filterfrequentie, resonantie. Bij veel resonantie kan zelfoscillatie ontstaan en ontstaat een sinus waarvan de frequentie gelijk is aan die van de afsnijfrequentie.

### Banddoorlaat- en sperfilter
Een band is een frequentiegebied.
- Een banddoorlaatfilter (band pass, BP of BPF) laat een deel in het midden van het spectrum door. Dit type filter is de kern van een radio- en televisieontvanger.
- Een bandsperfilter (band reject of notch) verwijdert een deel uit het spectrum.

Beide typen kunnen worden opgebouwd door een laag- en hoogdoorlaatfilter met elkaar te combineren. Zodoende ontstaan er twee 3 dB punten. Kenmerken van deze typen zijn:
- De middenfrequentie. Deze is vergelijkbaar met de afsnijfrequentie.
- De bandbreedte of kwaliteit (Q-factor). Deze geeft aan hoe breed de band is die moet worden doorgelaten of verwijderd. De Q-factor wordt berekend door de middenfrequentie te delen door de afstand tussen de frequenties van beide 3 dB punten. Hoe hoger de Q-factor, hoe smaller de band.

### Compleet doorlaatfilter
Een compleet doorlaatfilter (all pass, AP of APF) laat het gehele frequentie spectrum door. Het verandert alleen de fase van een signaal. Het meest eenvoudige voorbeeld van een compleet doorlaatfilter is de vertraging (een korte echo). Door een vertraagd signaal te mengen met het oorspronkelijke signaal ontstaat een kamfilter.

### Kamfilter
Een kamdoorlaatfilter of kamfilter (combfilter, CF) laat slechts een aantal naast elkaar liggende banden van het spectrum door. De manier waarop een kamdoorlaatfilter werkt wijkt af van die van alle bovenstaande filtertypen. Bij een kamdoorlaatfilter wordt het signaal vertraagd en bij het onvertraagde signaal toegevoegd. Dit veroorzaakt spectrale uitdoving.

## Spanningssturing
Van al deze filters worden ook versies gemaakt met een of meer stuurspanningsingangen. Deze stuurspanning bepaalt de afsnijfrequentie. Met name in synthesizers en samplers worden deze spanningsgestuurde filters veel gebruikt om het timbre van de samen te stellen klank te beïnvloeden.